# گورستان قزلار قلعه‌سی
قبرستان قزلار قلعه سی مربوط به دوران پیش از تاریخ ایران باستان است و در شهرستان بوئین‌زهرا، بخش آوج، روستای لجام گیر واقع شده و این اثر در تاریخ ۲۵ اسفند ۱۳۸۰ با شمارهٔ ثبت ۵۴۶۶ به‌عنوان یکی از آثار ملی ایران به ثبت رسیده است.